# Hans Küfner

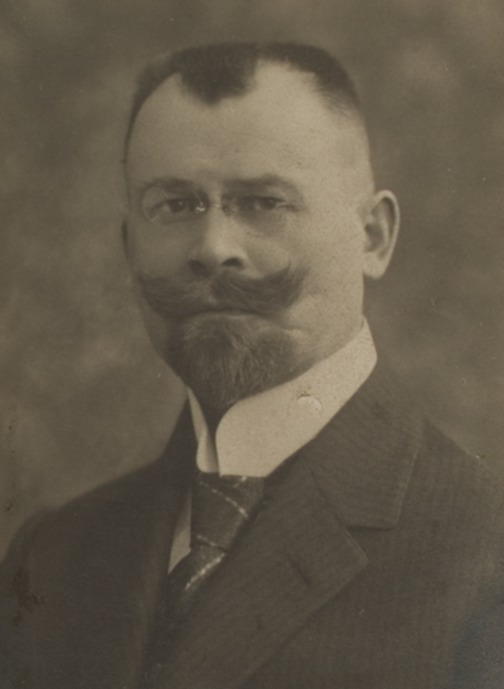
Hans Küfner

Hans Küfner (* 17. Juni 1871 in Glotzdorf, Oberfranken; † 24. Februar 1935 in München) war ein deutscher Kommunalbeamter.

## Leben
Hans Küfner wurde als Sohn eines evangelischen Privatiers geboren und besuchte das Gymnasium Christian-Ernestinum in Bayreuth. Er war Einjährig-Freiwilliger beim Königlich Bayerischen Infanterie-Regiment „König Viktor Emanuel III. von Italien“ Nr. 19, studierte an der Friedrich-Alexander-Universität Erlangen Rechtswissenschaft. 1891 wurde er Mitglied des Corps Baruthia. Er absolvierte ein Praktikum in Passau und übte kurzfristig den Beruf des Rechtsanwalts in Augsburg aus. 
Geheimrat Küfner war promovierter Jurist und stand der Stadt Weißenburg in Bayern von 1898 bis 1905 als Erster Bürgermeister vor.
Als Kandidat der Nationalliberalen Partei wurde er 1905 für den Landkreis Weißenburg-Gunzenhausen in die Kammer der Abgeordneten (Bayern) gewählt. Zum 1. Januar 1906 erfolgte seine Berufung zum ersten rechtskundigen und hauptamtlichen Bürgermeister der Stadt Kaiserslautern, der er bis 1918 vorstand, unterbrochen von der Ableistung seines Militärdienstes. 1913 wurde er der erste Oberbürgermeister dieser Stadt. Von 1918 bis 1934 war er Zweiter Bürgermeister und Kulturreferent der Stadt München.